# Vysoká Libyně
Vysoká Libyně település Csehországban, a Észak-plzeňi járásban. Vysoká Libyně Žďár, Čistá, Jesenice, Bílov és Kralovice településekkel határos. Lakosainak száma 210 fő (2024. január 1.).

## Népesség
A település lakosságának változását az alábbi diagram mutatja:
| Lakosok száma | 450  | 371  | 378  | 213  | 153  | 237  | 237  | 223  | 205  | 210  |
|               | 1869 | 1900 | 1921 | 1961 | 1980 | 2011 | 2016 | 2019 | 2021 | 2024 |